# Never Ever Let You Go
Never Ever Let You Go (pol. Nigdy nie pozwolę Ci odejść), znany także w duńskiej wersji językowej jako Der står et billede af dig på mit bord – singiel duńskiego zespołu muzycznego Rollo & King i piosenkarki Signe Svendsen napisany przez członków grupy (Sørena Poppe’a i Stefan Nielsena) oraz wydany na ich drugiej płycie studyjnej zatytułowanej Det nye kuld z 2001 roku.
W lutym 2001 roku duńskojęzyczna wersja utworu („Der står et billede af dig på mit bord”) wygrała krajowe eliminacje eurowizyjne Dansk Melodi Grand Prix po zdobyciu największego poparcia jurorów i telewidzów, dzięki czemu została propozycją reprezentującą Danię w 46. Konkursie Piosenki Eurowizji organizowanym w Kopenhadze. 12 maja zespół zaprezentował anglojęzyczną wersję numeru („Never Ever Let You Go”) jako ostatni, 23. w kolejności w finale widowiska organizowanego w Kopenhadze i zajął z nim ostatecznie drugie miejsce z wynikiem 177 punktów na koncie, w tym m.in. z maksymalnymi notami 12 punktów od Islandii, Norwegii, Chorwacji, Irlandii, Niemiec i Estonii.

## Lista utworów
CD single – Der står et billede af dig på mit bord
1. „Der står et billede af dig på mit bord” – 3:02
2. „Er du til noget” (Årgang 64 Version) – 3:47
3. „Dyt i bamsen” (Keen's Retro Funk Edit) – 3:46

CD single – Der står et billede af dig på mit bord (Remixes)
1. „Der står et billede af dig på mit bord” (Musikk Remix) (Radio Edit)
2. „Der står et billede af dig på mit bord” (Musikk Remix)
3. „Der står et billede af dig på mit bord” (Original)

CD single – Never Ever Let You Go
1. „Never Ever Let You Go” – 3:00
2. „Never Ever Let You Go” (Instrumental) – 3:00

## Notowania na listach przebojów
Der står et billede af dig på mit bord
| Kraj  | Lista (2001)   | Najwyższe miejsce |
| ----- | -------------- | ----------------- |
| Dania | Singles Top 40 | 1                 |

Never Ever Let You Go
| Kraj     | Lista (2001)    | Najwyższe miejsce |
| -------- | --------------- | ----------------- |
| Dania    | Singles Top 40  | 3                 |
| Szwecja  | Single Top 60   | 43                |
| Holandia | Singles Top 100 | 99                |